# Unie jihoamerických národů

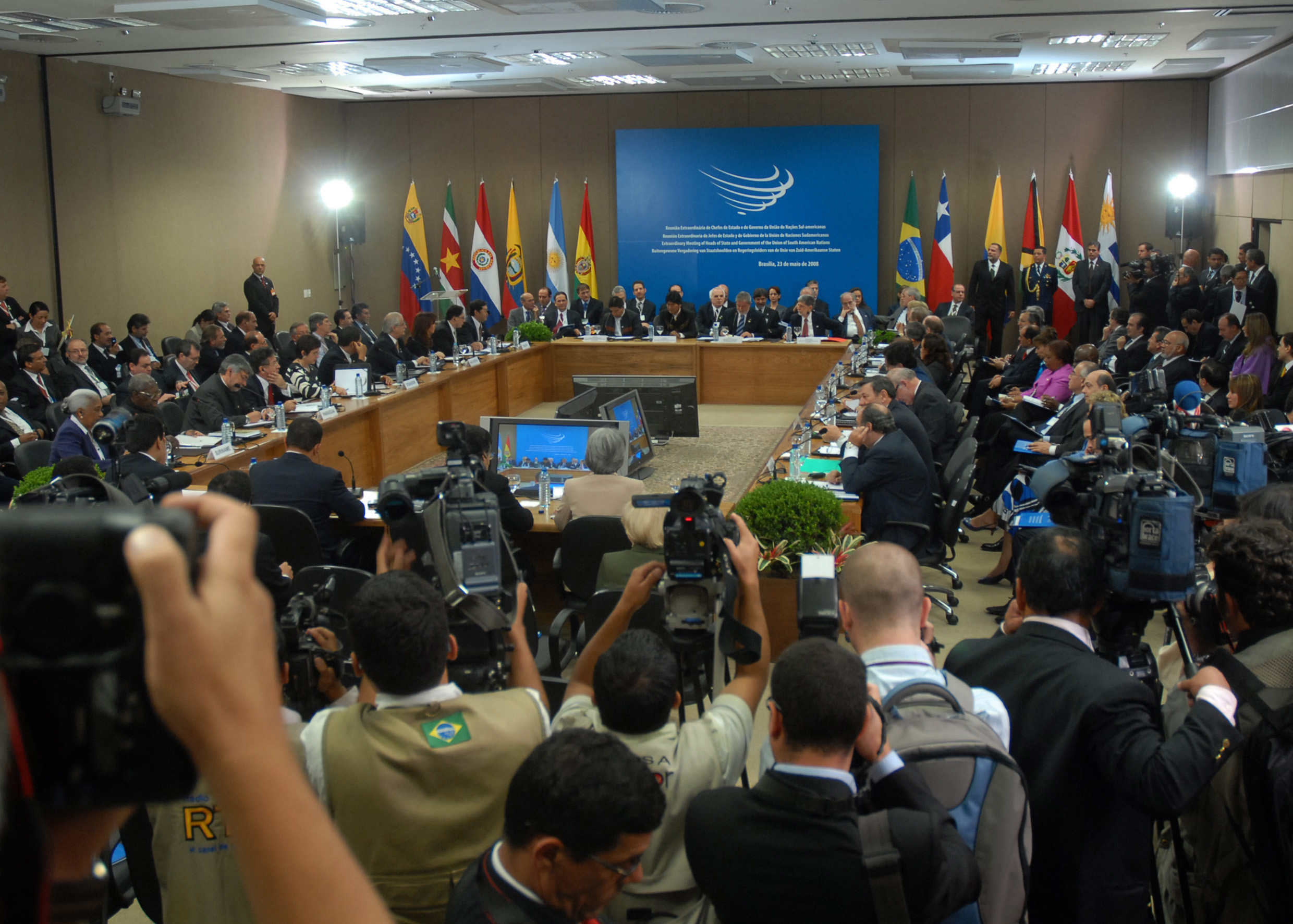
Unie jihoamerických národů 2008

Unie jihoamerických národů (španělsky: Unión de Naciones Suramericanas – UNASUR, portugalsky: União de Nações Sul-Americanas – UNASUL) je mezinárodní organizací, jejíž snahou je integrovat dvě dosud existující unie: Mercosur a Andské společenství. Je vytvořena podle vzoru Evropské unie. 
Do projektu se zapojily při jeho vzniku všechny jihoamerické státy. Během roků 2018 a 2019 z UNASUR šest členských států - Argentina, Paraguay, Brazílie, Kolumbie, Ekvádor, Chile - nejprve pozastavilo své členství a následně ze skupiny vystoupilo s odůvodněním, že chybí konkrétní výsledky, které by zaručovaly správné fungování organizace. Peru pozastavilo své členství na neurčitou dobu. V březnu 2020 vystoupila i Uruguay. V srpnu 2020 byly tedy členskými státy Venezuela, Guyana, Surinam a Bolívie (+ Peru). 

## Historie
Zakládací listina UNASUR byla podepsána 23. května 2008 v brazilském hlavním městě Brasília při příležitosti konání třetího summitu hlav států. Členskými státy při založení organizace v roce 2008 se staly všechny suverénní státy na jihoamerickém kontinentu. 

### Založení organizace
Na třetím Summitu Jižní Ameriky 8. prosince 2004 byla prezidenty či jinými představiteli jihoamerických národů podepsána Cuzkeská deklarace (podle peruánského města Cuzco, kde se summit konal), která byla jakýmsi předstupněm k založení unie v roce 2008. Jednalo se o dvojstránkovou listinu deklarující založení Jihoamerického společenství. Panama a Mexiko se zúčastnily této události pouze jako pozorovatelé. Lídři státu zde prohlásili, že jejich záměrem je založení nového společenství podle vzoru Evropské unie, kde bude v budoucnu společná měna, parlament a volný pohyb osob. Hlavním sídlem unie bylo určeno město Quito v Ekvádoru. Zatímco Jihoamerický parlament je umístěn v Cochabambě v Bolívii, centrální banka má sídlo v Caracasu, hlavním městě Venezuely.

## Organizace
Hlavními orgány Unie jsou:
- Rada hlav států a vlád
- Prezident pro Tempore
- Rada ministra vnějších vztahů
- Rada delegátů
- Generální tajemník

Dalšími orgány UNASUR jsou:
- Rada jihoamerické obrany
- Volební rada
- Jihoamerická energetická rada
- Jihoamerická rada zdraví
- Jihoamerická rada pro sociální rozvoj
- Jihoamerická rada pro infrastrukturu a plánování
- Jihoamerická rada boje proti obchodu s drogami
- Jihoamerická rada hospodářství a financí
- Jihoamerická rada pro vzdělávání
- Jihoamerická rada kultury
- Jihoamerická rada pro vědu, technologii a inovace
- Jihoamerická rada pro občanskou bezpečnost, spravedlnost a koordinaci akcí proti nadnárodnímu organizovanému zločinu

### Orgány unie

#### Vznik
Předsedové každého členského státu měli výroční schůzi, což byl nejvyšší politický mandát. První setkání se konalo v Brazílii ve dnech 29. a 30. září 2005. Druhé setkání se konalo v Cochabambě v Bolívii ve dnech 8. a 9. prosince 2006. Třetí setkání se konalo v Brazílii - toto setkání se původně mělo konat v Cartageně (Kolumbie), ale bylo rozhodnuto o přemístění zasedání kvůli napětí mezi Ekvádorem, Kolumbií a Venezuelou. Právě na tomto zasedání byla formalizována UNASUR a byla podepsána zakládající smlouva organizace. 
V minulosti se ministři zahraničí každé členské země setkávali jednou za šest měsíců. Na tomto setkání měl každý stát právo předložit konkrétní návrhy opatření a výkonných rozhodnutí. Výbor stálých zástupců, v němž byl členem prezident Mercosuru, ředitel sekretariátu Mercosur, generální tajemník Andského společenství, generální tajemník ALADI a stálí tajemníci jakékoli instituce pro regionální spolupráci a integraci a zástupci Organizace smlouvy o Amazonské spolupráci,.
Dne 9. prosince 2005 byla zřízena Komise pro strategickou reflexi jihoamerického integračního procesu. Skládala se z 12 členů, jejichž úkolem bylo vypracovat návrhy, které pomohou v procesu integrace mezi jihoamerickými národy. Tyto návrhy měly být předloženy na 2. zasedání UNASUR (2006). 
Výkonný výbor, vytvořený na 2. zasedání UNASUR, byl přeměněn na Politickou komisi nebo Poslaneckou sněmovnu v souladu s rozhodnutími politického dialogu. Text předaný hlavám členských států k ratifikaci UNASUR byl schválen na 3. zasedání UNASUR v Brazílii 23. května 2008.

#### Instituce
Jihoamerický parlament, který je hlavním orgánem organizace, má sídlo v Cochabamba v Bolívii. Parlament má veškeré pravomoci, aby upevnil demokracii v regionu, navázal spolupráci mezi členskými zeměmi, vydal prohlášení či vydal doporučení členským státům, podpořil rozvoj zastupitelské demokracie a má právo zřídit a organizace a instituce UNASUR a upravit jejich organizaci. Jihoamerický parlament má rovněž za úkol vést a koordinovat vývoj a provádění nové jednotné jihoamerické měny, která má být v oběhu v celém regionu, v koordinaci s Bankou jihu.  
V předsednictví se střídají státy organizace po jednom kalendářním roce.